# دليل حبل

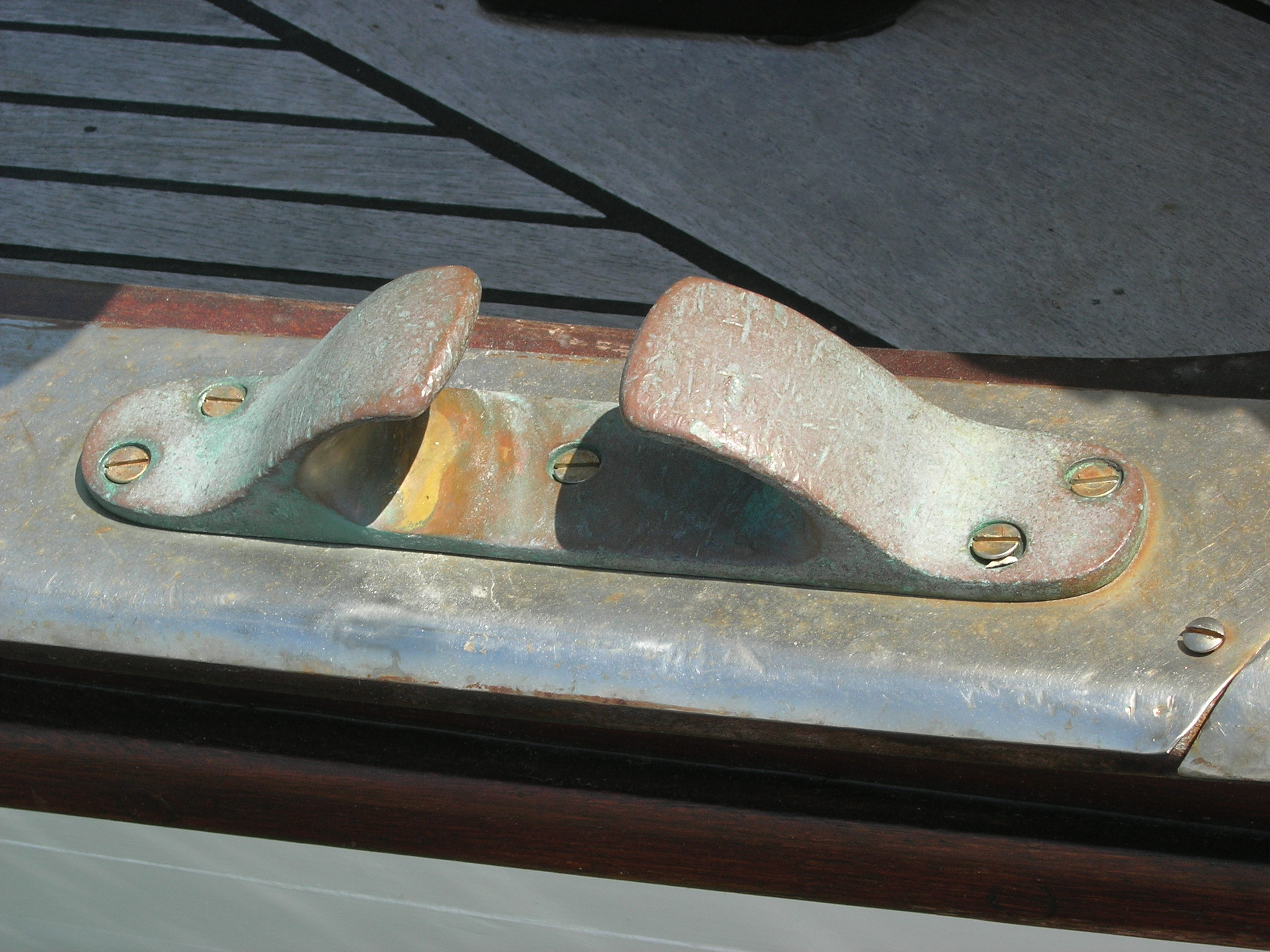
دليل حبل

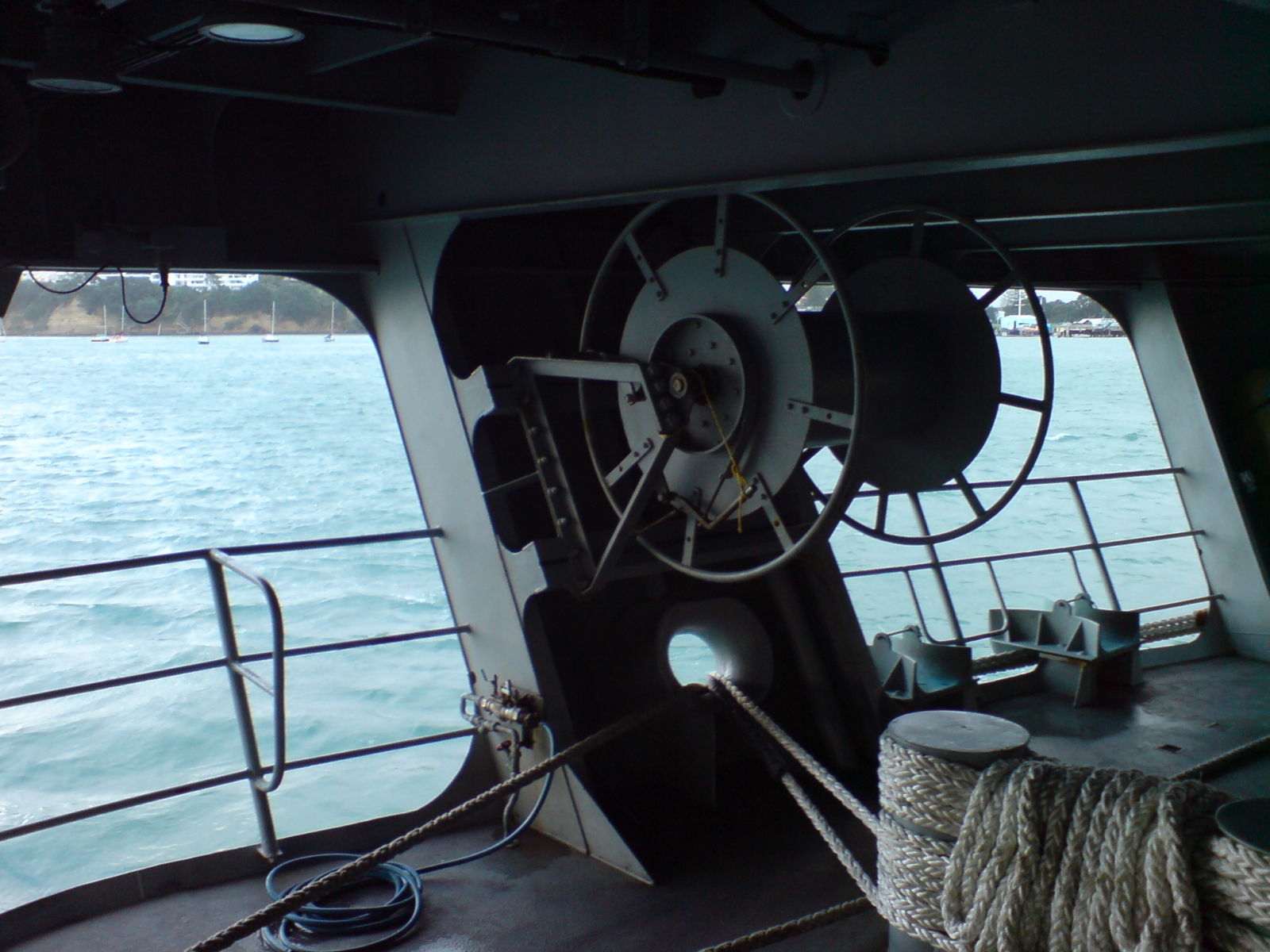

دليل الحبل أو الحبال هو جهاز لتوجيه خط أو حبل أو كَبل حول شيء ما، بعيدًا عن الطريق أو لمنعه من التحرك. عادة ما يكون حلقة أو خطاف.